# Milionia pyrrho
Milionia pyrrho är en fjärilsart som beskrevs av Jacob Hübner 1816. Milionia pyrrho ingår i släktet Milionia och familjen mätare. Inga underarter finns listade i Catalogue of Life.